# Tsetserleg
Tsetserleg (en mongol Цэцэрлэг, jardí) és la capital de l'aimag (província) d'Arkhangai, a Mongòlia. Està situada al vessant nord-est de les muntanyes Khangai, uns 490 km al sud-oest d'Ulaanbaatar. Té una població de 21.620 habitants (2024). Es va establir com a població permanent al final del segle xvi, quan un grup d'arquitectes francesos que havien estat convidats al famós Monestir d'Erdene Zuu de l'aimag d'Uvurhangai van establir un petit monestir a la ubicació actual de la ciutat, que a partir del 1922 es coneixeria amb el nom de Tsetserleg.
Tsetserleg està situat al districte de Bulgan, al sud de l'aimag dins d'un sub-districte propi anomenat Erdenebulgan des de l'any 1992. No s'ha de confondre amb la comarca també anomenada Tsetserleg que es troba al nord de l'aimag d'Arkhangai, i que està separada tant geogràficament com administrativament de la capital.

## Història
Tsetserleg és un antic centre comercial i cultural. Va ser la seu del monestir Zayayn Khüree, construït el 1586 i ampliat el 1631. Actualment, es conserven tres edificis, Gandan, Niser i Lavran i la seva arquitectura és una barreja d'estil mongol i tibetà. Al segle xvii era un dels monestirs més actius de Mongòlia, amb cinc temples i 1.000 monjos, tot i que ocasionalment s'hi podien arribar a reunir fins a 4.000. Durant les purgues religioses de l'època soviètica, a la dècada de 1930, dos dels temples van ser destruïts i la resta es van dedicar a magatzem. Actualment, acull el Museu del Palau d'Arkhangai.

## Infraestructures

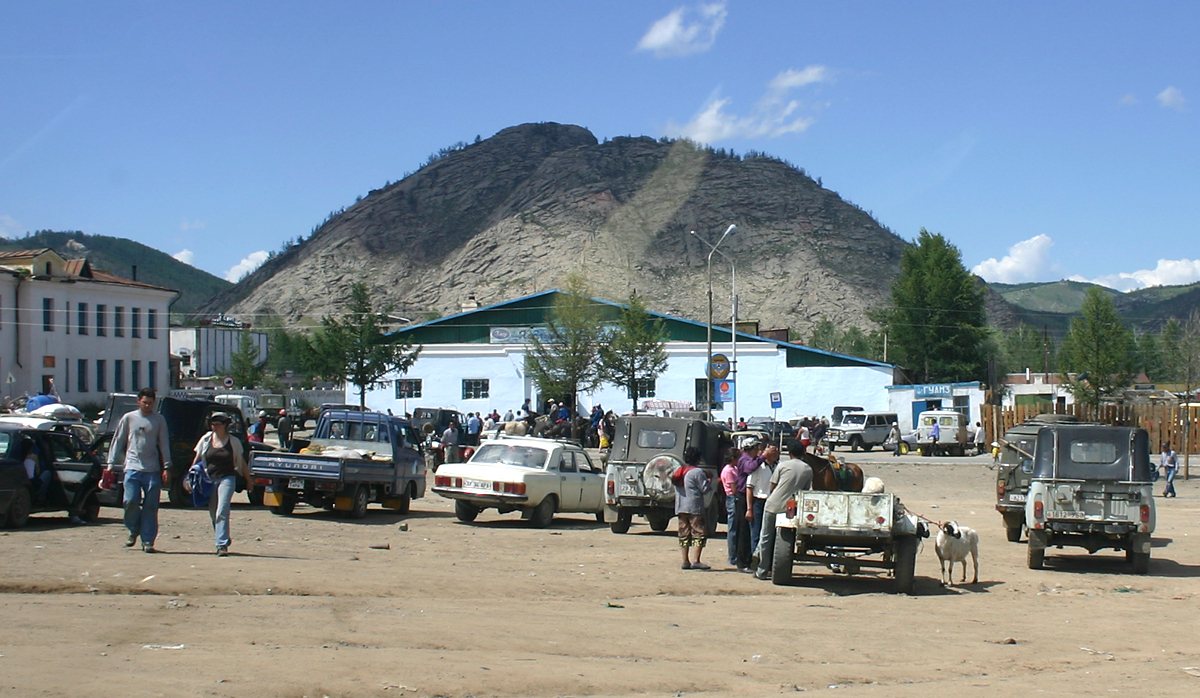
Mercat a Tsetserleg

La ruta entre Ulaanbaatar i Tsetserleg està pavimentada només fins a Kharkhorin i encara no de manera completa. El transport entre poblacions es fa principalment per autobús privat, furgoneta i taxi (no hi ha ferrocarril). Tsetserleg té aeroport però sense vols regulars. Des del 1987 disposa d'electricitat i clavegueram; la xarxa d'aigua potable va ser construïda l'any 2000. La planta de tractament d'aigües residuals va ser construïda l'any 1995 però no es va posar en funcionament.
La ciutat compta amb un teatre, un museu, hotels, hospital i escoles. La població compta amb una bona oferta d'institucions d'educació superior, seccions de diverses universitats, el Col·legi de Pedagogia i un centre de Formació Professional; també pot estudiar budisme al monestir local.

## Economia
El 43% de la població activa es dedica a l'agricultura o l'explotació forestal i el 14% al comerç. Cap de la resta de sectors econòmics (construcció, educació, serveis…) ocupen més d'un 10% de població activa. L'activitat més productiva és l'agricultura que, juntament amb la caça i l'explotació forestal, representa el 70% de la producció de béns i serveis. El creixement econòmic, que anys enrere era inferior a la mitjana de Mongòlia, està millorant els darrers anys.
La taxa de desocupació del 2003 era del 17%, un 5% inferior a la del 2000. Els ingressos mitjans per llar són de 123.020 MNT i la despesa mitjana de 120.091 MNT, entre un 10 i un 20% inferiors la mitjana nacional.
Tsetserleg té potencial per atraure turisme, especialment durant l'estiu, i els darrers anys s'estan duent a terme iniciatives per restaurar la seva herència cultural.

## Medi ambient
La contaminació atmosfèrica és important durant l'hivern, ja que la ciutat no disposa de serveis de calefacció i aigua calenta, per la qual cosa la població a la combustió. Els boscos que envolten la ciutat, per exemple els de la muntanya Bulgan, han estat destruïts durant la darrera dècada a causa de la utilització dels arbres per al comerç de fusta i com a combustible. Els incendis, les plagues i l'ús de la terra per a pastura també han contribuït a la desaparició dels boscos.